# Ley de Briffault
La Ley de Briffault es un enunciado publicado en el ensayo sobre la historia de la familia y las relaciones entre sexos The Mothers: A Study of the Origins of Sentiments and Institutions escrito por el antropólogo Robert Briffault en 1927, que trata sobre los roles sexuales en la reproducción y crianza. Tal enunciado versa asíː

La hembra, no el macho, determina las condiciones de la familia animal. Donde la hembra no pueda obtener ningún beneficio de la asociación con el macho, dicha asociación no tendrá lugar.

Dicho de otra manera, este enunciado alude a la selectividad que las hembras ejercen al momento de elegir y mantener pareja sexual y que se fundamentaría en un análisis calculado del costo-beneficio.  En humanos tal beneficio puede ser un estatus socioeconómico mejor (hipergamia), buena compatibilidad sexual, felicidad futura anticipada, seguridad emocional o una capacidad de paternidad viable para cuidar la prole.
Para entender cómo la calidad de los beneficios afecta a la continuidad de la relación Briffault establece tres corolariosː 

1. Los beneficios ya provistos por el macho no aseguran ni la continuidad ni el futuro de la asociación.
2. Cualquier acuerdo donde el macho provee un beneficio actual a cambio de la promesa de una futura asociación es totalmente inválido y nulo tan pronto como el macho termine de proveer el beneficio.
3. La promesa de un futuro beneficio tiene una influencia limitada en la asociación tanto actual como futura, siendo esta influencia inversamente proporcional al tiempo que falta para que ese beneficio sea dado y directamente proporcional al grado en el que la hembra confía en el macho.

Briffault, 1927.